# Rudolf H. Moos
Rudolf Hugo Moos (geboren 10. September 1934 in Berlin) ist ein US-amerikanischer Psychologe.

## Leben
Rudolf H. Moos wuchs in einer jüdischen Familie auf; er ist ein Sohn des Heinrich (Henry) Moos (1901–1976) und der Hertha Ehrlich (geboren 1905), sein Großvater Rudolf Moos war ein Mitbegründer der Schuhfabrik Salamander. Er musste 1939 mit seinen Eltern nach Großbritannien emigrieren und von Birmingham aus 1940 in die USA. Moos studierte Psychologie an der University of California, Berkeley (B.A., 1956) und wurde dort 1960 promoviert. Er heiratete 1963 die Programmiererin Bernice Schradsky, sie haben zwei Kinder.
Moos wurde 1962 Assistenzprofessor für Psychiatrie an der Stanford University und erhielt dort 1972 eine Professur.
Moos widmete sich insbesondere der Ergebnisforschung verschiedener psychiatrischer Behandlungsmethoden.

## Schriften (Auswahl)

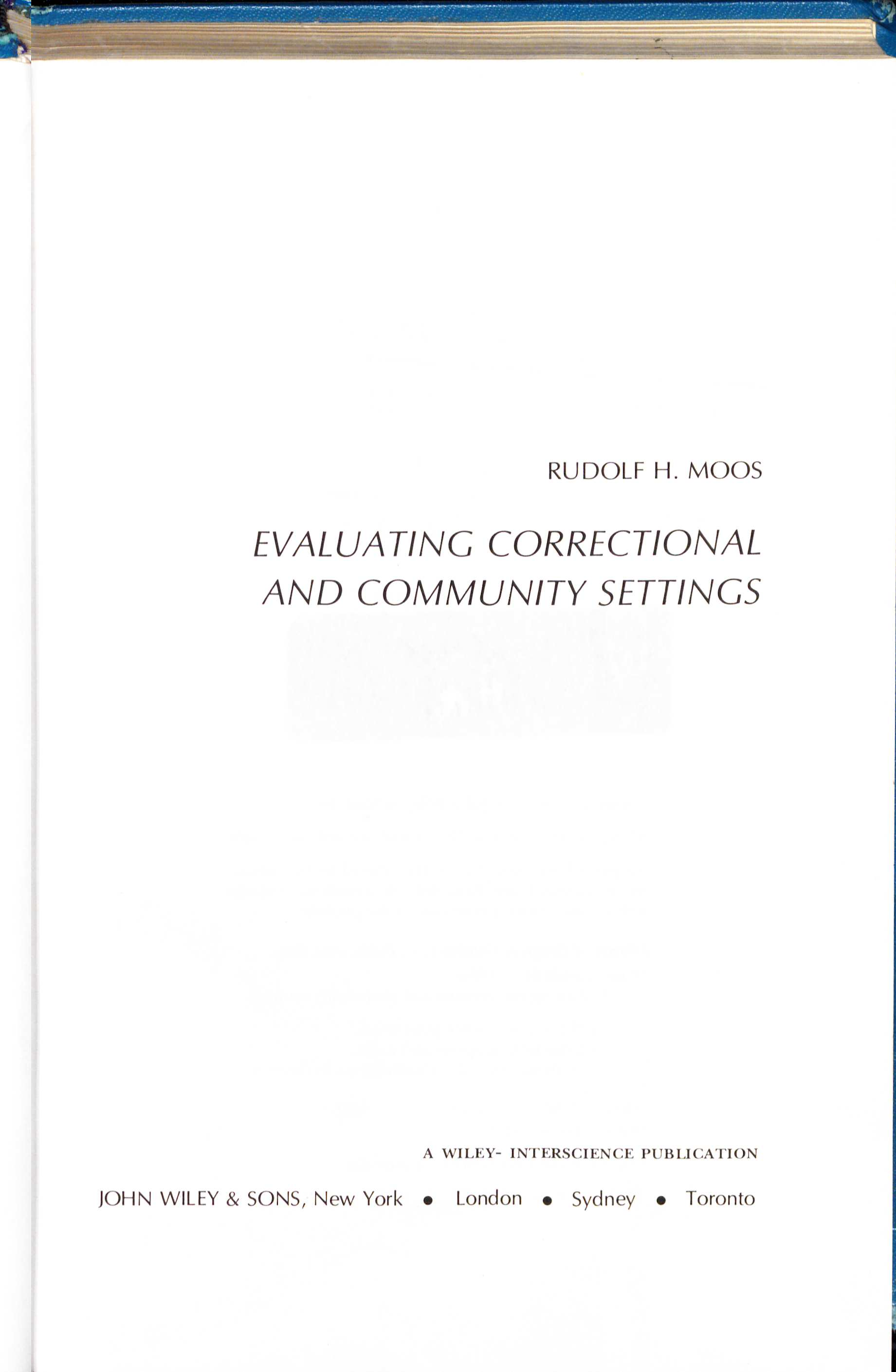
Evaluating correctional and community settings (1975)

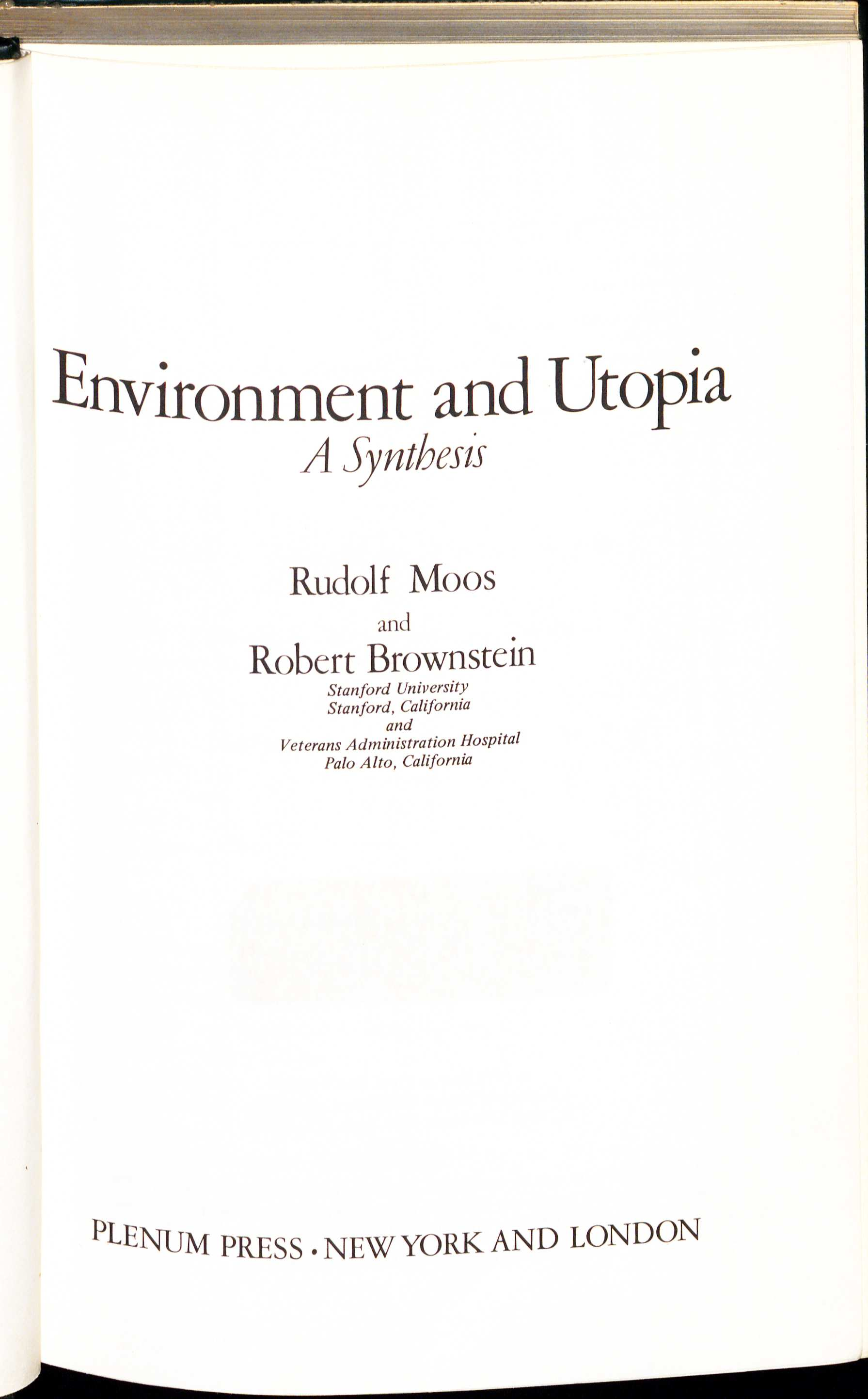
Environment and Utopia (1977)

- Evaluating correctional and community settings. New York: Wiley, 1975 ISBN 0-471-61502-1
- The human context: environmental determinants of behavior. New York: Wiley, 1976
- Evaluating educational environments. San Francisco: Jossey-Bass, 1979 ISBN 0-87589-401-1
- Evaluating treatment environments : a social ecological approach. New York: Wiley, 1974 ISBN 0-471-61503-X
- mit Robert Brownstein: Environment and Utopia : a synthesis. New York: Plenum Press, 1977 ISBN 0-306-30985-8
- mit Jeanne A Schaefer: Coping with life crises : an integrated approach. New York: Plenum Press, 1986
- mit John W Finney, Ruth C Cronkite: Alcoholism treatment : context, process, and outcome. New York: Oxford University Press, 1990
- Journey of Hope and Despair: Volume I. Rise and Fall. Gebundene Ausgabe, 2010.